# Gelou

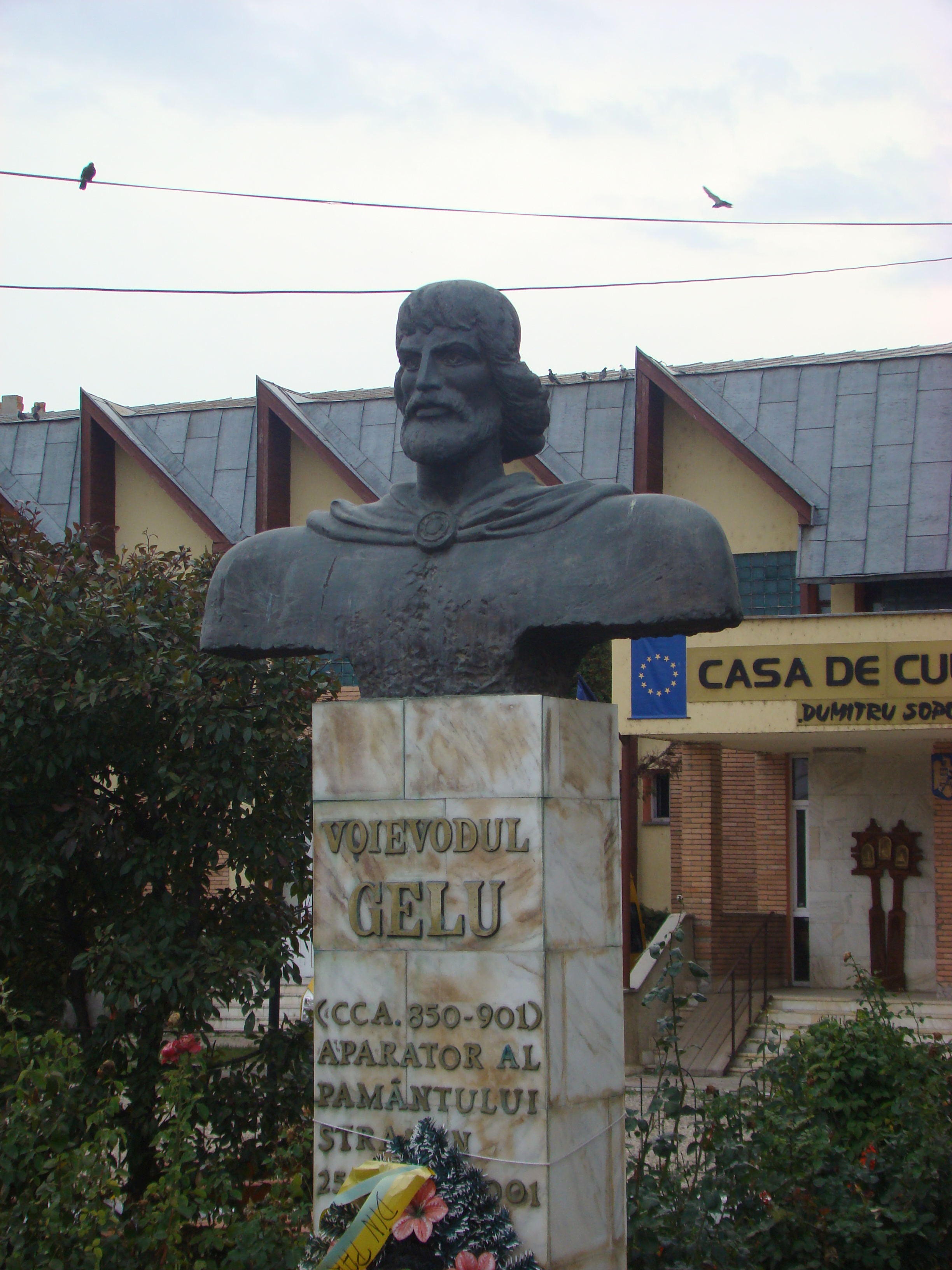
Gelou. Gilău, Rumunia

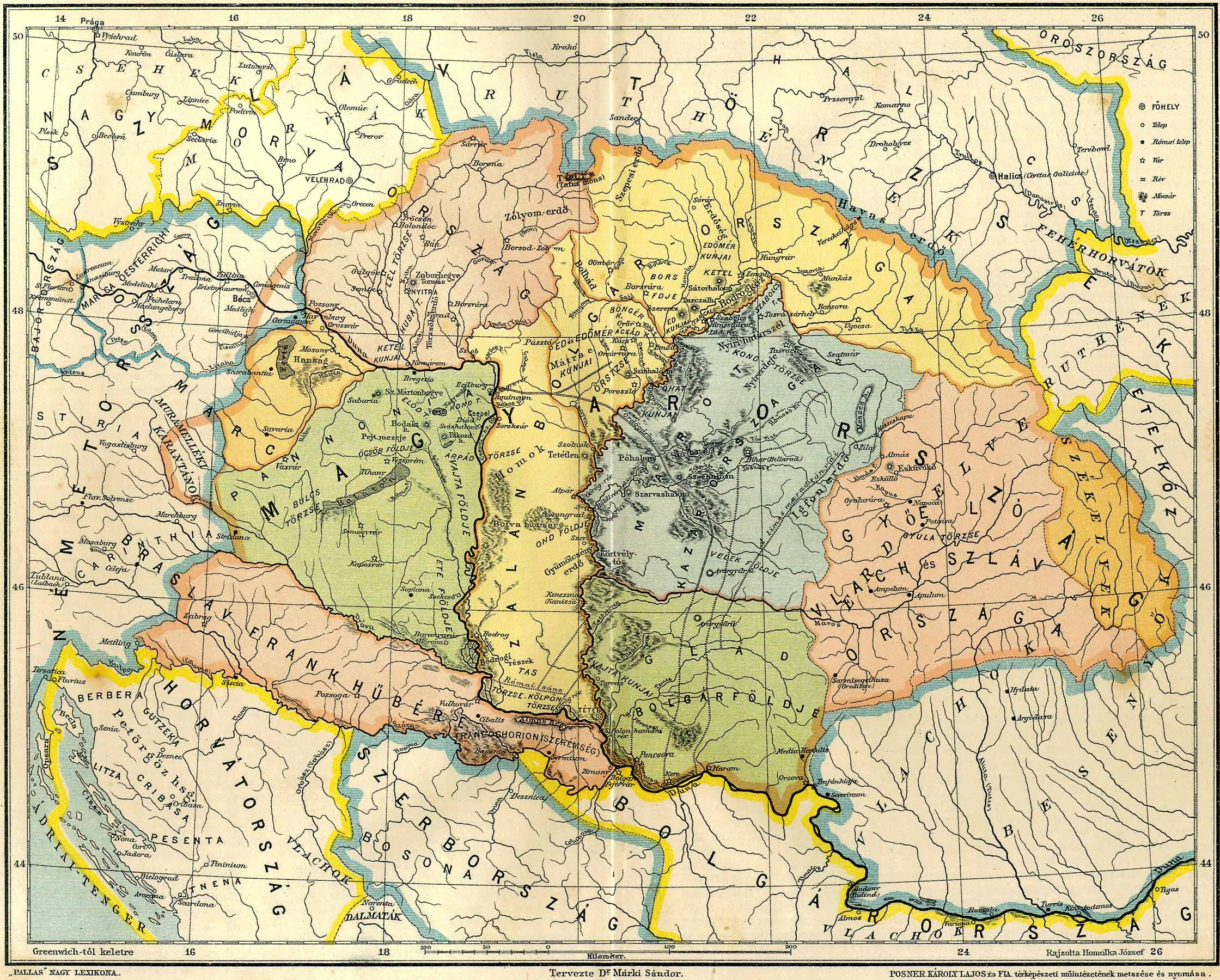
Mapa przedstawiająca Węgry w czasach opisywanych przez Gesta Hungarorum.

Gelou, węg. Gyalu – według Gesta Hungarorum (XII-wiecznej, anonimowej najstarszej kroniki węgierskiej) władca wołoski panujący na obszarze środkowego Siedmiogrodu w momencie inwazji Madziarów na Nizinę Węgierską u schyłku IX wieku. Zgodnie z relacją kronikarza kraj Geloua był osłabiony nieustannymi wojnami toczonymi z Połowcami oraz Pieczyngami i został bez większych trudności podbity przez węgierskich najeźdźców. Dowodzeni przez Tétényego pobili wojska Geloua nad rzeką Almaş, zaś sam władca został zabity, gdy ratował się ucieczką z pola bitwy.
Autentyczność przekazu zawartego w Gesta Hungarorum jest przedmiotem kontrowersji. Krytycy uważają władcę za wytwór fantazji kronikarza, urobiony od nazwy miejscowości Gilău w dawnym komitacie koloskim, a obecność Wołochów na tym obszarze jako przeniesienie w przeszłość sytuacji panującej w momencie powstawania dzieła. Z kolei zwolennicy tezy o autentyczności przekazu kronikarskiego uważają Geloua za historycznego władcę wołoskiego.